# H.266

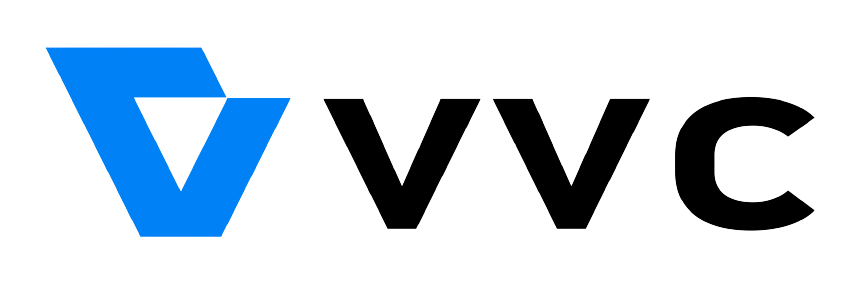
Logotip.

Versatile Video Coding (VVC), també conegut com a H.266, MPEG-I Part 3 i Future Video Coding (FVC), és un estàndard de compressió de vídeo finalitzat el 6 de juliol de 2020, per l'Administració Joint Video Experts Team (JVET), un equip expert en vídeo unit al grup de treball de la MPEG, l'ISO/IEC JTC 1 i la VCEG juntament treballant amb la Unió Internacional de Telecomunicacions. És el successor de High Efficiency Video Coding (HEVC, també coneguda com a ITU-T H.265 i MPEG-H Part 2).

## Concepte
L'octubre de 2015, la MPEG i VCEG van formar l'equip Joint Video Exploration Team (JVET) per avaluar les tecnologies de compressió disponibles i estudiar els requisits d'un estàndard de compressió de vídeo de nova generació. Els nous algoritmes haurien de tenir una taxa de compressió de 30-50% millor per a la mateixa qualitat perceptiva, amb suport per a una compressió sense pèrdues i subjectivament. Hauria de donar suport a resolucions de 4K a 16K, així com vídeos a 360 °. VVC hauria de donar suport a YCbCr, 4:4:4, 4:2:2 i 4:2:0 amb 10 a 16 bits per component, gammes de colors amplies BT.2100 i rang dinàmic alt (HDR) de més de 16 parades (amb una brillantor màxima de 1000, 4000 i 10000 nits), canals auxiliars (per a profunditat, transparència, etc.), velocitats de fotogrames variables i fraccionades de 0 a 120 Hz, codificació de vídeo escalable per a temps (velocitat de fotograma), espacial (resolució), SNR, gamma de colors i diferències de rang dinàmic, estèreo / multivisió, codificació, formats panoràmics i codificació d'imatges fixes. Es preveu una complexitat de codificació de diverses vegades (fins a deu vegades) que la d'HEVC, depenent de la qualitat de l'algorisme de codificació (que està fora de l'abast de l'estàndard). Es preveu que la complexitat de la descodificació serà aproximadament el doble que la d'HEVC.
El desenvolupament de VVC es realitza mitjançant el model de prova VVC (VTM), una base de codi de programari de referència que es va iniciar amb un conjunt mínim d'eines de codificació. S'han afegit eines de codificació addicionals després de provar-les a Core Experiments (CE). El seu predecessor va ser el model d'exploració conjunta (JEM), un codi de base de programari experimental basat en el programari de referència utilitzat per a HEVC.

## Història
JVET va emetre una “Crida a Propostes” final l'octubre de 2017, amb la qual es va iniciar oficialment el procés de normalització.
El primer esborrany de treball del Versatile Video Coding standard es va estrenar l'abril de 2018.
La IBC 2018, es va demostrar una implementació preliminar basada en VVC que es deia comprimir el vídeo un 40% de manera més eficient que HEVC.
L'estandard final es va aprovar el 6 de juliol del 2020.

### Estat actual
- Octubre de 2017: Convocatòria de propostes
- Abril de 2018: avaluació de les propostes rebudes i primer esborrany de l'estàndard[9]
- Juliol de 2019: papereta publicada per a l'esborrany del comitè
- Octubre de 2019: papereta publicada per a Draft International Standard
- 6 de juliol de 2020: realització de la norma final

## Llicençament
Per reduir el risc de problemes que es veuen en llicenciar les implementacions d'HEVC, per a VVC es va fundar un nou grup anomenat Media Coding Industry Forum (MC-IF). Tanmateix, MC-IF no té poder oficial sobre el procés de normalització, que es basa encara en un pur mèrit tècnic.
Amb les 4 empreses que vingueren a ser l'administrador de la piscina de patents de VVC, els mateixos problemes que van provocar AVC i HEVC on les llicències semblen repetir-se.